# Molvízar
Molvízar è un comune spagnolo di 2 787 abitanti situato nella comunità autonoma dell'Andalusia.